# Débora Duarte
Débora Duarte, née Débora Susan Duke le 2 janvier 1950 à São Paulo, est une actrice brésilienne.

## Filmographie

### Télévision

#### Séries télévisées
- 1984 : Anarchistes, grâce à Dieu : Angelina Gattai
- 1999-2000 : Terra Nostra : Maria do Socorro Telles de Aranha
- 2003-2004 : Canavial de Paixões : Teresa Giácomo
- 2007 : Paraíso Tropical : Hermínia Vilela
- 2012-2013 : Lado a Lado : Eulália Praxedes
- 2023 : Un oeil indiscret  : Dona Esther

### Cinéma
- 1970 : Céleste de Michel Gast : Céleste